# ورپدیو
ورپدیو (به ایتالیایی: Varapodio) یک کومونه در ایتالیا است که در استان رجیو کالابریا واقع شده‌است.

## خصوصیات
ورپدیو ۲۹٫۰ کیلومترمربع مساحت و ۲٬۲۴۳ نفر جمعیت دارد و ۲۰۸ متر بالاتر از سطح دریا واقع شده‌است.